# Nitrate-réductase à NADPH
La nitrate-réductase à NADPH est une oxydoréductase qui catalyse la réaction :
NO2− + NADP+ + H2O  {\displaystyle \rightleftharpoons }  NO3− + NADPH + H+.
Cette enzyme est une flavoprotéine fer-soufre utilisant le molybdène comme cofacteur.